# 諏訪彩花
諏訪 彩花（すわ あやか、1988年5月27日 - ）は、日本の女性声優。愛知県名古屋市生まれ、日進市出身。アーツビジョン所属。
代表作は、『装神少女まとい』（皇まとい）、『きんいろモザイク』（松原穂乃花）、『Re:ステージ！』（一条瑠夏）、『結城友奈は勇者である』（白鳥歌野）、『この素晴らしい世界に祝福を!』（クリス・エリス）、『SSSS.DYNAZENON』（ムジナ）、『悪魔のリドル』（東兎角）、『アイドルマスター ミリオンライブ!』（徳川まつり）、『あっくんとカノジョ』（片桐のん）、『まちカドまぞく』（小倉しおん）などである。

## 来歴
幼少期からアニメを見るのが好きで、小学生のころにやっていたミュージカルで演技の楽しさを実感。声優業を初めて知ったのは、中学1年生の時に『テニスの王子様』の越前リョーマに恋をしたのがきっかけ。声優という仕事の幅広さに魅力を感じ、高校、大学で演劇に携わって、周りの友人の後押しもあり、声優を目指すことを決めた。
出身地である名古屋には声優の養成所や専門学校があまりなかったため、名古屋校があった日本ナレーション演技研究所に入所。大学に通いながら週1回のレッスンを受けた。日本ナレーション演技研究所を経て現事務所に所属。
2011年『グラール騎士団 Evoked THE Beginning white』の下級生、女子生徒役で声優デビュー。2014年4月より放送されたテレビアニメ『悪魔のリドル』で自身初となる主役の東兎角を演じた。
2023年1月1日、Twitterにて漫画家の猪ノ谷言葉との結婚を報告。
2024年10月27日、X（旧Twitter）にて第1子女児出産を報告。

## 人物
中学時代は放送部部長。高校時代は演劇部に所属。
2014年4月期に放送されたテレビアニメ『僕らはみんな河合荘』の常田美晴役では岐阜弁で演じた。演じるにあたって岐阜に住む友人から岐阜弁のレクチャーを受けた。文化庁Webサイト内にて公開されている「方言アフレコ体験教室」では、青森県八戸市、岩手県釜石市、宮城県仙台市の東北3市の東北弁を披露。講師の音源を念入りに聴いて指導も受けたとのこと。
目標にしている声優は先輩全員で、同期や後輩も含め尊敬できる人はたくさんいるが、なかでも憧れている声優は井上麻里奈、坂本真綾、沢城みゆきだという。
漢検準2級と英検準2級の資格を所持している。
座右の銘は、"明日は明日の風が吹く"。
弟に映像ディレクターの諏訪翔平がいる。
幼少期は2歳下の弟とともにスーパー戦隊シリーズやウルトラシリーズを観ていたという。
アーツビジョンに所属した際の同期に、山崎はるか・藤田彩・東山奈央（東山は、のちにインテンションに移籍）の3人がいる。また、阿部里果は大学の後輩である。
趣味はネイル、クロスバイク、映画鑑賞、漫画を読むこと。特技は歌、ピアノ。

### エピソード
映画『私の優しくない先輩』公開を記念したダンスコンテストに「MajiでKoiして踊り隊☆」でエントリー。審査の結果、最優秀作品に選ばれた。
テレビアニメ『グリザイア』シリーズで演じた風見雄二（幼少期）は監督の指名によるキャスティングであったが、諏訪の演技の反響が非常に高かったことがスタッフから明かされている。

#### マシマシ娘1号
2012年6月30日から2014年3月22日までCBCラジオ「電磁マシマシ」のエンディングテーマ曲「Dear Radio」の歌い手に諏訪が抜擢され、登場した後にマシマシ娘入り。「Dear Radio」のMV撮影は諏訪の実弟が監督を務めている。

#### 悪魔のリドルに関して
2014年4月より放送された、テレビアニメ『悪魔のリドル』で自身初となる主役の東兎角を演じた。
オーディションは受けたいキャラを2人選ぶ形式で行われ、最初は番場真昼と桐ヶ谷柩を受けたが結果は不合格。その結果に落ち込んでいた矢先、東兎角の再オーディションの話が舞い込んだ。そこでは東兎角が一ノ瀬晴を守るシーンがあり、息を切らせる芝居が必要だったところを自分で台詞を作らないといけないと勘違いし、「こいつを傷つけるな！」などアドリブで叫んだところ関係者をざわつかせたが、結果は合格であった。
音泉（およびニコ生配信）で配信されたWEBラジオ『「悪魔のリドル」ラジオ〜黒組通信〜』ではメインパーソナリティーを担当。同年齢の事務所の先輩で共演した沼倉愛美が歌った「concentration」を流す際に何気なく「イントロを自ら口ずさみながら曲の紹介」をしたところ、以降ラジオで曲を流す前に諏訪がその自己流イントロを披露する流れになり、さらにライブイベント『黒組Party!』では諏訪がメインキャスト全員の曲のイントロを事前にレコーディングの上で流すクイズ『黒組諏訪トロ PARTY!!』なるコーナーまで行われるに至った。これらを収録した「諏訪トロ Party!」が2014年10月15日よりレコチョクおよびiTunes Storeにて配信が開始された。また、番組内では「すべる」を「諏訪る」と言い換えられている。

## 出演
太字はメインキャラクター。

### テレビアニメ
2012年
- CØDE:BREAKER（つぼみ、子供達）
- しまじろうのわお!（むしB、雪だるま2）
- 絶園のテンペスト（少女A）
- 超速変形ジャイロゼッター（2012年 - 2013年、河野サキ / イレイザー・クイーン）

2013年
- 惡の華
- RDG レッドデータガール（三田春菜）
- きんいろモザイク（2013年 - 2015年、松原穂乃花） - 2シリーズ
- ぎんぎつね（鈴井咲、女子A）
- ゴールデンタイム（2013年 - 2014年、女子学生D、女性信者1、先輩女子A、先輩女子）
- とある科学の超電磁砲S（女子学生、ウェイトレス）
- ドラえもん（テレビ朝日版第2期）（クラスメイトA）
- はたらく魔王さま！（女性客）
- WHITE ALBUM2（女子生徒A）
- Free!（女の子）
- マギ The kingdom of magic（2013年 - 2014年、子供、女性客A、セレス、ラゾル、ケルベロスの眷属 他）
- ミス・モノクローム -The Animation-（2013年 - 2015年、あきこ） - 2シリーズ
- ゆゆ式（女の子達）
- 弱虫ペダル（2013年 - 2023年、寒咲幹、手嶋純太〈幼少時代〉） - 5シリーズ / 2014年に総集編『Re:RIDE』劇場上映
- ラブライブ!（1年生B）
- 恋愛ラボ（桐山美花 / ミカ）

2014年
- M3〜ソノ黒キ鋼〜（女子生徒C）
- 悪魔のリドル（東兎角）
- 彼女がフラグをおられたら（忍者林瑠璃）
- キャプテン・アース（笹木サオリ）
- グリザイアシリーズ（2014年 - 2015年、風見雄二〈幼少期〉） - 3シリーズ
- 健全ロボ ダイミダラー（女子）
- ご注文はうさぎですか?（2014年 - 2015年、メイド、被服部長） - 2シリーズ
- ジョジョの奇妙な冒険 スターダストクルセイダース（観光客A）
- 人生相談テレビアニメーション「人生」（鈴木いくみ）
- 精霊使いの剣舞（ディナーレ）
- それいけ!アンパンマン（モン吉〈6代目〉）
- ドラゴンコレクション（タテホ）
- トリニティセブン（春日聖）
- ノブナガ・ザ・フール（おたま、オペレーターA）
- ばらかもん（女子大生）
- ピカイア!（2014年 - 2017年、ハナ〈ハンナ＝アニング〉） - パイロット版 + 2シリーズ
- 風雲維新ダイ☆ショーグン（町娘1）
- 僕らはみんな河合荘（常田美晴）
- ポケットモンスター ベストウイッシュ シーズン2 デコロラアドベンチャー（女性たち）
- まじっく快斗1412
- 魔法科高校の劣等生（滝川和実）
- 龍ヶ嬢七々々の埋蔵金（不破）
- ログ・ホライズン（エルテンディスカ、キョウコ）

2015年
- アブソリュート・デュオ（橘巴）
- アルスラーン戦記（侍女、赤ん坊）
- 暗殺教室（2015年 - 2016年、矢田桃花） - 2シリーズ
- VALKYRIE DRIVE -MERMAID-（見城ひびき）
- 怪盗ジョーカー（鬼山ハルカ）
- 学戦都市アスタリスク（2015年 - 2016年、幼い頃の綾斗） - 2シリーズ
- 機動戦士ガンダム 鉄血のオルフェンズ（三日月・オーガス〈幼少期〉）
- コメット・ルシファー（オット・モトー）
- 四月は君の嘘（男の子）
- Charlotte（校内放送）
- 食戟のソーマ（2015年 - 2018年、サービス部門女子B、店員C、一色〈幼少期〉） - 2シリーズ
- ミカグラ学園組曲（八坂ひみ）
- ランス・アンド・マスクス（白姫）

2016年
- この素晴らしい世界に祝福を!（2016年 - 2024年、クリス / エリス） - 3シリーズ
- アクティヴレイド -機動強襲室第八係- 2nd（島桜ゆゆこ、豊見城亜樹、三好環奈）
- おしえて! ギャル子ちゃん（委員長）
- 競女!!!!!!!!（闇雲幸子）
- 斉木楠雄のΨ難（目良の妹）
- 装神少女まとい（皇まとい）
- 田中くんはいつもけだるげ（越前）
- ファンタシースターオンライン2 ジ アニメーション（泉澄リナ、RINA、ダークファルス・アプレンティス）
- 不機嫌なモノノケ庵（女生徒、モジャモジャ）
- にゃんぼー!（にゃんぼーエンジェルズ サバトラ）
- Lostorage incited WIXOSS（鳴海あや）
- WWW.WORKING!!（幼い進藤）

2017年
- うらら迷路帖（色井佐久）
- 怪獣娘 〜ウルトラ怪獣擬人化計画〜（2017年 - 2018年、ゴモラ） - 2シリーズ
- ツインエンジェルBREAK（ヴェイル）
- スタミュ（幼い天花寺）
- ソード・オラトリア ダンジョンに出会いを求めるのは間違っているだろうか外伝（エルフィ・コレット）
- 妖怪アパートの幽雅な日常（女子生徒）
- ゲーマーズ!（玲奈）
- 無責任ギャラクシー☆タイラー（ドーリー、フラジー）
- 異世界食堂（アルテ）
- このはな綺譚（棗）
- 鬼灯の冷徹（2017年 - 2018年、ミキ、子供、猫又ニャン子） - 2シリーズ
- クジラの子らは砂上に歌う（ニビ〈幼少期〉、ウルミ、コカロ）

2018年
- りゅうおうのおしごと!（池田晶）
- 覇穹 封神演義（碧雲）
- あっくんとカノジョ（片桐のん）
- ありすorありす（ココ）
- ラストピリオド -終わりなき螺旋の物語-（サファイア）
- 陰陽師・平安物語（蛍草）
- はたらく細胞（子供がん細胞1）
- DOUBLE DECKER! ダグ&キリル（ハンナ）
- ユリシーズ ジャンヌ・ダルクと錬金の騎士（トマス・マロリー）

2019年
- ブギーポップは笑わない（紙木城直子）
- revisions リヴィジョンズ（相田香織、浅野慶作〈幼少期〉）
- けものフレンズ2（オオミミギツネ）
- Fairy gone フェアリーゴーン（クラーラ・キセナリア） - 2シリーズ
- 異世界かるてっと（2019年 - 2020年、クリス） - 2シリーズ
- Re:ステージ! ドリームデイズ♪（一条瑠夏）
- まちカドまぞく（2019年 - 2022年、小倉しおん） - 2シリーズ

2020年
- ファンタシースターオンライン2 エピソード・オラクル（電子音声）
- ランウェイで笑って（新沼文世）
- 恋する小惑星（新屋硝子）
- 文豪とアルケミスト 〜審判ノ歯車〜（若い女）
- ダンジョンに出会いを求めるのは間違っているだろうか シリーズ（2020年 - 2023年、エルフィ・コレット、ライラ） - 2シリーズ

2021年
- ゲキドル（雛咲いずみ）
- SSSS.DYNAZENON（ムジナ） - 2023年に劇場総集編公開
- 結城友奈は勇者である ちゅるっと!（白鳥歌野）
- デュエル・マスターズ キング シリーズ（2021年 - 2022年、縄文ヒミコ） - 2シリーズ
- やくならマグカップも（大沢由香里） - 2シリーズ
- 精霊幻想記（2021年 - 2024年、リオ〈幼少期・回想〉） - 2シリーズ
- 魔法科高校の優等生（滝川和実）
- クレヨンしんちゃん（カペリーニ）

2022年
- ドールズフロントライン（ネゲヴ）
- 乙女ゲー世界はモブに厳しい世界です（ステファニー）
- プリマドール（奥宮おとめ）
- シャドウバースF（2022年 - 2024年、マイ）
- Extreme Hearts（サナエ）
- 農民関連のスキルばっか上げてたら何故か強くなった。（ルリ）

2023年
- NieR:Automata Ver1.1a（2023年 - 2024年、A2 / 二号） - 2シリーズ
- 転生貴族の異世界冒険録〜自重を知らない神々の使徒〜（ルディ）
- この素晴らしい世界に爆焔を!（銀髪の盗賊）
- ライザのアトリエ 〜常闇の女王と秘密の隠れ家〜（ヨンナ）
- アイドルマスター ミリオンライブ!（徳川まつり）

2024年
- HIGHSPEED Étoile（劉悠然）

2025年
- ワンダンス（宮尾恩）

### 劇場アニメ
2010年代
- 心が叫びたがってるんだ。（2015年、石川朱美）
- 劇場版 弱虫ペダル（2015年、寒咲幹）
- 劇場版 トリニティセブンシリーズ（2017年 - 2019年、春日聖） - 2作品
- ペンギン・ハイウェイ（2018年、マルヤマ君）

2020年代
- 竜とそばかすの姫（2021年）
- 劇場版 きんいろモザイク Thank You!!（2021年、松原穂乃花）

### OVA
2010年代
- グラール騎士団 Evoked THE Beginning white（2011年、下級生、女子生徒）
- CØDE:BREAKER（2012年、つぼみ、女の子） - コミックス第22・23巻限定版
- 弱虫ペダル（2013年 - 2016年、寒咲幹） - コミックス第29巻DVD付特装版、『SPARE BIKE』
- 悪魔のリドル（2014年、東兎角） - BD&DVD第7巻に付属
- 彼女がフラグをおられたら（2014年、忍者林瑠璃） - コミックス第11巻DVD付き限定版
- ノゾ×キミ（2014年、小嶺ノゾミ） - コミックス第4・5・6巻DVD付き限定版
- 鬼灯の冷徹（2015年、ミキ） - コミックス第18巻DVD付き限定版
- この素晴らしい世界に祝福を!（2016年、エリス） - 小説第9巻オリジナルアニメブルーレイ付き同梱版
- きんいろモザイク Pretty Days（2016年、松原穂乃花）
- 怪獣娘（黒）〜ウルトラ怪獣擬人化計画〜（2018年、ゴモラ）

2020年代
- 刀使ノ巫女 刻みし一閃の燈火（2020年、稲河暁）
- アリスインデッドリースクール（2021年、橙沼霧子）

### Webアニメ
- ニンジャスレイヤー フロムアニメイシヨン（2015年、オカヨ）
- 怪獣娘 〜ウルトラ怪獣擬人化計画〜（2016年、ゴモラ[107]）
- ひかり 〜刈谷をつなぐ物語〜（2016年、ひかり[108]）
- 爆丸ジオガンライジング（2021年 - 2022年、ジェニー・ハケット[109]）
- 爆丸エボリューションズ（2022年 - 2023年、ジェニー・ハケット）

### ゲーム
2012年
- わグルま!（ヨウコ）

2013年
- アイドルマスター ミリオンライブ!（2013年 - 2017年、徳川まつり）
- 超速変形ジャイロゼッター アルバロスの翼（シーレア）
- テイルズウィーバー（イソレット）
- とある魔術と科学の群奏活劇
- ファントムブレイカー: エクストラ（冴嶋閑）

2014年
- アーマトゥスの騎士（操者〈パイロット〉）
- グランブルーファンタジー（2014年 - 2024年、ターニャ）
- 城姫クエスト（岡崎城、佐倉城、篠山城、七尾城、鉢形城）
- LORD of VERMILION III Twin-Lance（アカズキン）
- 超女神信仰 ノワール 激神ブラックハート（サオリ）
- 猫耳さばいばー!（フィオ、陽奏）
- 流線系エンカウンター 2nd Season（サン）
- ファントムゲート戦姫（ウラヌフ、ヘトゥ）
- ブレイク学園（黒原萌、宙船毒露子）
- 機巧少女は傷つかない Facing “Burnt Red”（ウラヌフ）

2015年
- アルカディアの蒼き巫女（マリーシア）
- クイズRPG 魔法使いと黒猫のウィズ（チェルシー・ネリム）
- グラナド・エスパダ（ジュディス）
- ザクセスヘブン（イパネマ、波々嵐奈葉名）
- シューティングガール（ザスタバM93）
- 神撃のバハムート（ニルム、ヘイヴ、ターニャ、アスカ、シオリ）
- スクールファンファーレ（弦巻かえで）
- Diss World（ジャンヌ、レム）
- 東亰ザナドゥ（如月怜香）
- ネットハイ（昏71）
- ファイアーエムブレムif（エリーゼ）
- ファントム オブ キル（雑賀）
- ブレイブリーアーカイブ（アドニア）
- 妖怪百姫たん!（蛇骨婆）
- 嫁コレ（鈴木いくみ）
- ロイヤルフラッシュヒーローズ（クロエ）
- ブレイブソード×ブレイズソウル（2015年 - 2017年、アルストロメリア、メルキュルボーラ、打ち出の小鎚）
- けものフレンズ（マダラスカンク、コモドドラゴン〈コモモ〉、パンサーカメレオン、ガラパゴスゾウガメ、オオミミギツネ、モリコキンメフクロウ（リコ）、ブームスラング）

2016年
- アルテイルクロニクル（エテルニス）
- ドラゴンジェネシス-聖戦の絆-（リリス）
- A lot of Stories（グリ）
- 暗殺教室 アサシン育成計画!!（矢田桃花）
- エンドライド -X fragments-（エコー）
- オルタンシア・サーガ -蒼の騎士団-（フォルテ）
- 東亰ザナドゥ eX+（如月怜香）
- ドリフトガールズ（武宮千聖）
- ファンタシースターオンライン2es（RINA）
- 編隊少女 -フォーメーションガールズ-（アメーン）
- レコラヴ Blue Ocean / Gold Beach（藍田美由璃）
- 白猫プロジェクト（クウ）
- Shadowverse（アーチャー、アテナ、スカルウィドウ、ターニャ、ホーリーメイジ、メイドリーダー、ロココ）

2017年
- モン娘☆は〜れむ（ゴモラ）
- ららマジ（浅野葉月）
- シンデレラナイン（椎名じゅり）
- ファイアーエムブレム ヒーローズ（2017年 - 2025年、エリーゼ、カアラ）
- ポップアップストーリー 魔法の本と聖樹の学園（エリカ・オルデンブルク）
- ニーア オートマタ（A2〈ヨルハA型二号〉）
- 陰陽師（雪女、蛍草、キョンシー妹、骨女）
- あくしず戦姫 〜戦場を駆ける乙女たち〜（隼）
- ブルー リフレクション 幻に舞う少女の剣（井上千紘）
- フレイム×ブレイズ（エナ）
- AKIBA'S TRIP Festa!（桃）
- 麻雀 闘牌コロシアム（シレーナ）
- 結城友奈は勇者である 花結いのきらめき（2017年 - 2022年、白鳥歌野）
- アイドルマスター ミリオンライブ! シアターデイズ（2017年 - 2024年、徳川まつり）
- ラジアントヒストリア パーフェクトクロノロジー（エルム）
- 政剣マニフェスティア（シノブ・イチハシ、フューリー・ヤマカワ）
- フィンガーナイツクロス（エリーシュ）
- プリンセス・プリンシパル GAME OF MISSON（ジェーン・マクリーン）
- ディアホライゾン(ジークリンデ、ゼシカ）
- シノアリス（ヨルハA型二号）
- この素晴らしい世界に祝福を！ -この欲深いゲームに審判を！-（クリス）
- ナイツクロニクル（ゴモラ）
- ファイアーエムブレム無双（エリーゼ）
- 少女とドラゴン -幻獣契約クリプトラクト-（ネル、エリザベート）
- R.E.D 〜RAGE EXTINGUISH DAY〜（無心）
- レイヤードストーリーズ ゼロ（プレロマ、春見未果、B・アース）
- きららファンタジア（松原穂乃花、色井佐久）
- Re:ステージ！プリズムステップ（一条瑠夏）

2018年
- ファンタシースターオンライン2 (RINA)
- スターオーシャン:アナムネシス（A2）
- アズールレーン（2018年 - 2021年、アリシューザ、ガラティア、U-522、ムジナ）
- ゆりなつ-民宿かがや-（加賀谷茎）
- かんぱに☆ガールズ（エリス）
- ダンジョンに出会いを求める のは間違っているだろうか 〜メモリア・フレーゼ〜（2018年 - 2022年、エルフィ・コレット、ライラ、ヘルガ）
- デスティニーチャイルド（2018年 - 2021年、バリ、鈴木倫子）
- グラフィティスマッシュ（ファウナ）
- アトリエオンライン 〜ブレセイルの錬金術士〜（アンゼリカ）
- 星と翼のパラドクス（レイカ）
- OVERHIT（バリ）
- クルセイダークエスト（2018年 - 2019年、ゼラフィム、カミラ、クレナイ）
- ドールズフロントライン（ネゲヴ）
- ラストピリオド -終わりなき螺旋の物語-（2018年 - 2020年、サファイア）

2019年
- RELEASE THE SPYCE secret fragrance（ゾーイ）
- ブラウンダスト（アルウェン）
- 覇穹 封神演義 〜センカイクロニクル〜（碧雲）
- リボルバーズエイト（カボチャの魔女）
- ゴシックは魔法乙女〜さっさと契約しなさい!〜（ゴモラ、A2）
- 刀使ノ巫女 刻みし一閃の燈火（稲河暁、A2）
- 47 HEROINES（二条乃愛）
- トリニティセブン -夢幻図書館と第7の太陽-（春日聖）
- この素晴らしい世界に祝福を! 〜希望の迷宮と集いし冒険者たち〜（クリス）
- 永遠の七日（雲梓、タイスラ）
- 荒野のコトブキ飛行隊 大空のテイクオフガールズ!（イサカ）
- 鬼灯の冷徹〜地獄のパズルも君次第〜（ミキ）
- グリムエコーズ（ドロシー）
- 伝説対決 -Arena of Valor-（アストリッド）
- ドラガリアロスト（シャノン）
- 御城プロジェクト:RE（スフォルツェスコ城、オラヴィ城、ハーレック城）
- ワールドフリッパー（ミノ）
- SDガンダム GGENERATION CROSSRAYS（三日月〈幼年時〉、マイキャラクターボイス〈女性01〉）
- WAR OF THE VISIONS ファイナルファンタジー ブレイブエクスヴィアス 幻影戦争（フェデリカ）
- 放置少女〜百花繚乱の萌姫たち〜（2019年 - 2020年、盧植、甘氏、黄蓋、呂玲綺）

2020年
- ガールフレンド（仮）（2020年 - 2023年、酒井田夏海）
- 東方スペルバブル（博麗霊夢）
- この素晴らしい世界に祝福を！ファンタスティックデイズ（クリス）
- Epic Seven-エピックセブン-（クラリッサ）
- アークナイツ（マンティコア、ガヴィル、クオーラ）
- Food Fantasy-フードファンタジー（プレスビスケット）
- キングスレイド（ゼラ）
- この素晴らしい世界に祝福を! 〜この欲望の衣装に寵愛を!〜（クリス）
- OCTOPATH TRAVELER 大陸の覇者（2020年 - 2022年、メニー、コニー、サニー、ペニー、A2）
- シャドウバース チャンピオンズバトル（マイ、アイ）
- 百鬼異聞録〜妖怪カードバトル〜（2020年 - 2021年、蛍草、雪女、キョンシー妹）
- りゅうおうのおしごと!（池田晶）

2021年
- アイドルマスター ポップリンクス（徳川まつり）
- ラクガキ キングダム（パステル・プロミーズ、博麗霊夢）
- NieR Re[in]carnation（A2）
- 蒼藍の誓い ブルーオース（ハウ）
- ブラック・サージナイト（Z1）
- イリュージョンコネクト（ナタタ）
- ラストクラウディア（A2）
- ソード＆ブレイド（影琉璃）
- ブレイブ フロンティア レゾナ（リベラ）
- ガーディアンテイルズ（キャサリン）

2022年
- 八月のシンデレラナイン（椎名じゅり）
- クロカミサマの晩餐（比企ナスカ）
- ヴェルヴェット・コード（ロドニー、ティルピッツ）
- 東方ダンマクカグラ（鍵山雛）
- ファントムブレイカー オムニア（冴嶋閑）
- アーテリーギア -機動戦姫-（ベロニカ）
- この素晴らしい世界に祝福を！〜呪いの遺物と惑いし冒険者たち〜（クリス）
- 東方電幻景（博麗霊夢）
- エターナルツリー（クリスティ、シェイラ）
- ブレイブソード×ブレイズソウル（打ち出の小鎚＝原罪）
- メメントモリ（フローレンス）
- ドルフィンウェーブ（セレナ・ルイス）
- 機動戦士ガンダム 鉄血のオルフェンズG（三日月〈幼年時〉）
- Fate/Grand Order（2022年 - 2023年、ククルカン）

2023年
- えとはなっ!～干支っ娘・花札バトル～（猫又夏梅）
- エーテルゲイザー（ヴィーザル）
- 北斗の拳 LEGENDS ReVIVE（ユリア〈幼少期〉）

2024年
- リバース:1999（ルーシー）
- 東方スカーレットディアブロ（博麗霊夢）
- 共闘ことばRPG コトダマン（クリス）
- 妖怪ウォッチ ぷにぷに（クリス、エリス）
- アウタープレーン（ドーリー）
- HIGHSPEED Étoile Paddock Stories（劉悠然）
- FANTASIAN Neo Dimension（キーナ）

2025年
- ペルソナ5: The Phantom X（藤川雪実）
- ゼンレスゾーンゼロ（橘福福）
- スーパーロボット大戦Y（ムジナ）

### ドラマCD
2012年
- ファーストリップ（美咲）

2013年
- アインザッツ（乃原代布子）

2014年
- 悪魔のリドル（東兎角） - BD&DVD第5巻に付属
- 彼女がフラグをおられたら（忍者林瑠璃） - 小説第8巻・コミック第7巻ドラマCD付き限定版
- ふしぎ荘＋住人×住人X〜X'mas Special〜（よもぎ）

2015年
- アイドルマスター ミリオンライブ！ シリーズ（2015年 - 、徳川まつり〈シャルロット / マドリーン / アリエル・ハワード〉）
- アブソリュート・デュオ（橘巴） - BD&DVD第1・2・4・5巻付属
- うちの妻ってどうでしょう？（テレビの音声）
- 千年戦争アイギス 月下の花嫁（シビラ） - 小説第4巻 ドラマCD付き特装版
- 魔技科の剣士と召喚魔王 ドラマCD（氷灯小雪）
- 勇者様のお師匠様（ルリア） - 小説第3巻サウンドドラマDL特典
- ボクとアリスと世界のおわり〜IN WONDERLAND〜（ラビィ）
- 私がモテてどうすんだ　コミックス５巻特装版同梱ドラマCD

2016年
- ありすorありす〜シスコン兄さんと双子の妹〜（ココ）
- 田中くんはいつもけだるげ ドラマCD 第1巻（越前）
- TVアニメ「ファンタシースターオンライン2 ジ アニメーション」ドラマCD 〜清雅祭2027成功への道!〜（泉澄リナ）
- 乃木若葉は勇者である（白鳥歌野）

2021年
- 休日のわるものさん（あや）

2022年
- 精霊幻想記 22.純白の方程式 ドラマCD付き特装版（リオ〈幼少期〉）

### ASMR
- BAR『Envelop』バーテンダー・亜夜芽（2021年、亜夜芽[283]）
- 「霊烏路空のヒミツのおしかけボイス」（2021年、霊烏路[284]）
- 『いっしょにお出かけ旅の音』キミと動物園デート!（2024年、花桃みずき）
- ママといっしょにおねんねしましょ 〜イケメンママ編〜（2024年、瑞江明）

### 吹き替え
- ラッシュアワー（2016年、キム）

### デジタルコミック
- スーパーヒロイン学園（2014年、超野悠美[285][286]）
- あのコの、トリコ。（2018年、立花雫 ）

### CM・ナレーション
- dアニメストア 〜グリザイアの迷宮編〜
- MF文庫J ミカグラ学園組曲
- いつでも自宅に帰れる俺は、異世界で行商人をはじめました 第1巻 PV（2020年、ナレーション[287]）
- 迷宮メトロ 〜目覚めたら最強職だったのでシマリスを連れて新世界を歩く〜 第1巻 PV（2020年、ナレーション[288]）
- 夢見る男子は現実主義者 第1巻 PV（2020年、ナレーション[289]）

### 舞台・朗読劇
- 恋のあるある会（舞台MC[290]）
- PLATTO朗読劇 「青春の一ページを、キスでめくって」「倫理テスト部の一日」（2020年6月20日、ライブ配信）[291]
- 声のプロフェッショナルが奏でるリーディングシェイクスピア『マクベス』（2020年11月29日、池袋サンシャイン劇場）マクベス夫人 役他[292]
- 演劇の毛利さん －The Entertainment Theater Vol.1 リーディングシアター「桜の森の満開の下」（2022年1月9日、サンシャイン劇場）[293]
- 朗読で描くミステリー「アルセーヌ・ルパン〜ああ、哀しき怪盗紳士〜」（2021年10月23日、紀伊國屋ホール）ミス・ネリー[294]
- NieR:Automata FAN FESTIVAL 12022 壊レタ五年間ノ声(2022/11/25～2022/11/26)[295]

### ラジオ
※はインターネット配信。
- 電磁マシマシ（2012年、CBCラジオ）マシマシ娘1号、諏訪亭
- 前野と諏訪のネニャフル学院放送室（2013年 - 2014年、音泉※）
- ラジオ・ガラパゴス（2014年、エフエムさがみ）
- 「悪魔のリドル」ラジオ〜黒組通信〜（2014年、ニコニコ生放送※・音泉※）
- 諏訪彩花のざっくば☆らん（2014年 - 2017年 、fmさくだいら）
- アブソリュート・ラジオ 〜昊陵学園放送部〜（2014年 - 2015年、ニコニコ生放送※・音泉※）
- a-FANFAN（2015年、USEN※）5代目パーソナリティ
- 春佳・彩花のSSちゃんねる（2015年 - 2023年、超!A&G+※・ニコニコ動画※・YouTube※）[296]
- Rhodanthe*のおしゃべりモザイク（2015年 - 2022年[297]、FlyingDog※）
- 田中くんはラジオもけだるげ（2016年、HiBiKi Radio Station※）[298]
- 諏訪彩花と大空直美の“送信”少女まといラジオ!!（2016年 - 2017年、YouTube※・KBS京都）[299]
- 諏訪彩花・本渡楓 ヒーロー文庫通信R（2016年 - 2017年、ニコニコ動画※）

### ラジオCD
- ラジオCD「悪魔のリドル」ラジオ〜黒組通信〜（2014年）[300]
- DJCD 鬼灯の冷徹 WEBラジオ ひとにきびしくDJCD 〜地獄の公開録音〜（2015年）
- ラジオCD「アブソリュート・ラジオ 〜昊陵学園放送部〜」 Vol.1 - 2（2015年）
- 春佳・彩花のSSちゃんねる
  - カウントダウンCD2015（2015年）[301]
  - カウントダウンCD2016（2016年）[302]
  - DJCD vol.1 in名古屋&vol.2 in岩手（2016年）[303][304]
  - MUSIC HOURS〜SEASIDE LIVE FES 2016〜（2016年）[305]
  - 静岡銀行Ｘ文化放送 超!A&G+ コラボキャンペーン 特典CD（2017年）[306]
  - DJCD vol.3 in静岡・浜松観光&vol.4 in静岡・お茶巡り（2017年）[307][308]

### テレビ番組
※はインターネット配信。
- アニメマシテ（2014年、テレビ東京）
- 人生相談テレビアニメーション「人生」（2014年、ニコニコ生放送※）
- アブソリュート・パーティー〜星陵学園生放送〜（2014年 - 2015年、ニコニコ生放送※）
- 生☆声優グランプリ（2015年 - 2016年、ニコニコ生放送※）
- 諏訪彩花の生☆声優グランプリ Girls!!（2016年 - 2017年、ニコニコ生放送※）
- PSO2 STATION! MC(2016年 - 2019年、ニコニコ生放送※)
- 諏訪彩花・近藤玲奈 声優じゃない時間（2018年 、ニコニコ生放送※）
- まちめぐ！〜仲良し声優が巡る名古屋さんぽ〜（2018年10月31日、BS11）[309]
- 諏訪彩花のひとりdeキャンプ（2020年9月14日・9月21日、CCNet）[310]

### 映像商品
- THE IDOLM@STER MILLION LIVE 関連
  - THE IDOLM@STER MILLION LIVE! 1stLIVE HAPPY☆PERFORM@NCE!! Blu-ray Day1（2014年）[311]
  - THE IDOLM@STER MILLION LIVE! 3rdLIVE TOUR BELIEVE MY DRE@M!! LIVE Blu-ray （2016年）[312][313][314]
  - THE IDOLM@STER MILLION LIVE! 4thLIVE TH@NK YOU for SMILE! LIVE Blu-ray DAY3（2018年）[315]
  - THE IDOLM@STER 765 MILLIONSTARS HOTCHPOTCH FESTIV@L!! LIVE Blu-ray DAY2（2018年）[316][317]
  - THE IDOLM@STER MILLION LIVE! 5thLIVE BRAND NEW PERFORM@NCE!!! LIVE Blu-ray DAY2（2019年）[318]
  - THE IDOLM@STER MILLION LIVE! 6thLIVE TOUR UNI-ON@IR!!!! LIVE Blu-ray（2020年）[319][320]
  - Animelo Summer Live 2017 -THE CARD- Blu-ray（2018年、アイドルマスター ミリオンスターズとして出演）[321]
  - Animelo Summer Live 2018 “OK!" Blu-ray（2019年、アイドルマスターミリオンライブ！ミリオンスターズとして出演）[322]
  - バンダイナムコエンターテインメントフェスティバル 2days LIVE Blu-ray（2020年、アイドルマスター 765ミリオンスターズとして出演）[323]
  - THE IDOLM@STER MILLION LIVE! 7thLIVE Q@MP FLYER!!! Reburn LIVE Blu-ray DAY1（2022年）[324][325][326]
  - THE IDOLM＠STER MILLION LIVE! 8thLIVE Twelw@ve LIVE Blu-ray DAY1（2022年）[327][328]
  - THE IDOLM@STER MILLION LIVE! 9thLIVE ChoruSp@rkle!! LIVE Blu-ray DAY1（2024年）[329][330]
- 春佳・彩花のSSちゃんねる
  - DJCD vol.1 in名古屋&vol.2 in岩手（2016年）[303][304]※同梱の特別映像企画DVD
  - SSちゃんねる祭り1日目&2日目（2017年）[331][332]
  - DJCD vol.3 in静岡・浜松観光&vol.4 in静岡・お茶巡り（2017年）[307][308]※同梱の特別映像企画DVD
  - オフィシャルパンフレット3（2019年）[333]※同梱の特別映像企画DVD
  - スワチェラージャパン（2019年）[334]
- その他
  - 悪魔のリドル きゃにめ限定特典スペシャルDVD「兎角の部屋」 1 - 7（2014年）
  - 声優育成バラエティ下野ゼミナール上巻・下巻（2014年[335]）
  - トリニティセブン スペシャルイベント 〜魔道祭（スクールフェスティバル）〜（2015年）
  - 『PSO』シリーズ15周年記念コンサート「シンパシー2015」ライブメモリアルBlu-ray（2016年）
  - Rhodanthe* New Year Concert 2016 BD「FIRST*MODE」＠東京国際フォーラムホールA（2016年）[336] ※シークレットゲストとして登場
  - SEASIDE WINTER FESTIVAL 2016（2017年）[337]
  - SEASIDE SUMMER FESTIVAL 2019（2019年）[338]
  - 諏訪彩花×高橋未奈美　二人で休日デート♪in東京ドイツ村（2019年）[339]
  - Rhodanthe* Music Festival 2022 「大感謝!!」 ＠ぴあアリーナMM（2023年）[340]

### パチンコ・パチスロ
- CR地獄少女（2011年、不和シズキ）
- 娘娘娘（にゃんにゃんむすめ〜）（2014年、桃花[341]）
- Pフィーバー アイドルマスター ミリオンライブ!（2021年、徳川まつり[342]）
- パチスロ アイドルマスター ミリオンライブ!（2021年、徳川まつり[343]）
- パチスロこの素晴らしい世界に祝福を！（2022年、クリス / エリス）

### その他コンテンツ
- お天気時計（アプリ、桜庭ひなた）
- 文化庁「方言アフレコ体験教室」（おねえさん）[344]
- 神域のカンピオーネス 第4巻限定版購入特典オーディオドラマ（2018年、カサンドラ）
- pixiv Sketch(2019年、お絵描き応援ボイス[345])
- 矢場とんオリジナルアニメ「大須のぶーちゃん」（2019年10月 - 、姉ちゃん）[346]
- SSSS.DYNAZENON ボイスドラマ（2021年、ムジナ）

## ディスコグラフィ

### キャラクターソング
| 発売日   | 商品名                                                                                        | 歌 | 楽曲 | 備考                                                                              |
| 2012年   | 2012年                                                                                        | 2012年 | 2012年 | 2012年                                                                            |
| -------- | --------------------------------------------------------------------------------------------- | --- | --- | --------------------------------------------------------------------------------- |
| 8月19日  | FMファミソン 16BIT 〜ANIME STAGE〜                                                            | 源レム（諏訪彩花） | 「プラチナ」 |                                                                                   |
| 2013年   |                                                                                               | | |                                                                                   |
| 2月27日  | 魔界は天国/Angelic Sky                                                                        | グルでび！ | 「魔界は天国」 | ゲーム『わグルま！』テーマソング                                                  |
| 4月24日  | THE IDOLM@STER LIVE THE@TER PERFORMANCE 01 Thank You!                                         | 765 MILLIONSTARS | 「Thank You!」 | ゲーム『アイドルマスター ミリオンライブ！』テーマソング                           |
| 4月24日  | THE IDOLM@STER LIVE THE@TER PERFORMANCE 01 Thank You!                                         | 765THEATER ALLSTARS | 「Thank You!」 | ゲーム『アイドルマスター ミリオンライブ！』テーマソング                           |
| 9月18日  | 弱虫ペダル キャラクターソングCD VOL.2                                                         | 寒咲幹（諏訪彩花） | 「Top of Tops!」 | OVA『弱虫ペダル』エンディングテーマ                                               |
| 9月18日  | 弱虫ペダル キャラクターソングCD VOL.2                                                         | 寒咲幹（諏訪彩花）、橘綾（潘めぐみ） | 「エール!!」 | テレビアニメ『弱虫ペダル』関連曲                                                  |
| 2014年   |                                                                                               | | |                                                                                   |
| 1月29日  | THE IDOLM@STER LIVE THE@TER PERFORMANCE 10                                                    | 徳川まつり（諏訪彩花） | 「フェスタ・イルミネーション」 | ゲーム『アイドルマスター ミリオンライブ！』関連曲                                 |
| 1月29日  | THE IDOLM@STER LIVE THE@TER PERFORMANCE 10                                                    | 四条貴音（原由実）、高坂海美（上田麗奈）、徳川まつり（諏訪彩花）、宮尾美也（桐谷蝶々） | 「瞳の中のシリウス」 | ゲーム『アイドルマスター ミリオンライブ！』関連曲                                 |
| 4月30日  | 彼女がフラグを立てる理由                                                                      | YELL | 「彼女がフラグを立てる理由」 | テレビアニメ『彼女がフラグをおられたら』エンディングテーマ                        |
| 5月14日  | 黒組曲・序                                                                                    | 東兎角（諏訪彩花） | 「パラドクス」 | テレビアニメ『悪魔のリドル』エンディングテーマ                                    |
| 5月14日  | 黒組曲・序                                                                                    | 10年黒組 | 「QUEEN」 | テレビアニメ『悪魔のリドル』エンディングテーマ                                    |
| 6月11日  | 黒組曲・破                                                                                    | 10年黒組 | 「THE LAST PARTY」 | テレビアニメ『悪魔のリドル』エンディングテーマ                                    |
| 7月9日   | 黒組曲・急                                                                                    | 10年黒組 | 「仰げば尊し」 | テレビアニメ『悪魔のリドル』挿入歌                                                |
| 9月3日   | 人生相談テレビアニメーション「人生」DVD & Blu-ray Vol.1 エンディングテーマCD                  | じんせーず | 「人生☆キミ色」 | テレビアニメ『人生相談テレビアニメーション「人生」』エンディングテーマ            |
| 9月24日  | THE IDOLM@STER LIVE THE@TER HARMONY 04                                                        | エターナルハーモニー | 「Eternal Harmony」 「Welcome!!」 | ゲーム『アイドルマスター ミリオンライブ！』関連曲                                 |
| 9月24日  | THE IDOLM@STER LIVE THE@TER HARMONY 04                                                        | 徳川まつり（諏訪彩花） | 「カーニヴァル・ジャパネスク」 | ゲーム『アイドルマスター ミリオンライブ！』関連曲                                 |
| 10月15日 | 諏訪トロ Party!                                                                               | 東兎角（諏訪彩花） | 「パラドクス【諏訪トロver.】」 「昨日、今日、明日【諏訪トロver.】」 「concentration【諏訪トロver.】」 「ACROSS THE FATE【諏訪トロver.】」 「どうってことないsympathy【諏訪トロver.】」 「Poison Me【諏訪トロver.】」 「すずかぜ【諏訪トロver.】」 「真夜中の逃亡【諏訪トロver.】」 「天使のスマイル【諏訪トロver.】」 「イノチノカラクリ【諏訪トロver.】」 「Survival【諏訪トロver.】」 「QUEEN【諏訪トロver.】」 「創傷イノセンス【諏訪トロver.】」 | テレビアニメ『悪魔のリドル』関連曲                                                |
| 11月19日 | 彼女がフラグをおられたら 第6巻 特典CD ミュージック・フラグメント6                             | 忍者林瑠璃（諏訪彩花） | 「エレクトロハート」 「彼女がフラグを立てる理由」 | テレビアニメ『彼女がフラグをおられたら』関連曲                                    |
| 11月26日 | 人生相談テレビアニメーション「人生」 DVD & Blu-ray Vol.3 スペシャルCD                         | 鈴木いくみ（諏訪彩花） | 「ゴーマイウェイ」 | テレビアニメ『人生相談テレビアニメーション「人生」』関連曲                        |
| 12月3日  | 百鬼夜行〜地獄の沙汰もYOU次第〜                                                               | 地獄の沙汰オールスターズ | 「開け！地獄の釜の蓋」 | OVA『鬼灯の冷徹』関連曲                                                           |
| 12月3日  | 百鬼夜行〜地獄の沙汰もYOU次第〜                                                               | 地獄の沙汰オールスターズ | 「地獄の沙汰も君次第」 | OVA『鬼灯の冷徹』主題歌                                                           |
| 2015年   |                                                                                               | | |                                                                                   |
| 1月21日  | 人生相談テレビアニメーション「人生」 DVD & Blu-ray Vol.5 スペシャルCD                         | じんせーず feat. 赤松勇樹（内匠靖明） | 「GO!GO! じんせーず」 | テレビアニメ『人生相談テレビアニメーション「人生」』関連曲                        |
| 2月18日  | Believe×Believe／アップルティーの味／2/2                                                      | 穂高みやび（今村彩夏）、橘巴（諏訪彩花） | 「2/2」 | テレビアニメ『アブソリュート・デュオ』エンディングテーマ                          |
| 3月27日  | 暗殺教室 DVD & Blu-ray 第1巻 スペシャルCD                                                     | 3年E組カバ担 | 「ヒーロー HOLDING OUT FOR A HERO」 | テレビアニメ『暗殺教室』関連曲                                                    |
| 4月1日   | ハロー!!きんいろモザイク キャラクターCD Music Palette 3                                       | 松原穂乃花（諏訪彩花） | 「こはくいろパンプキン」 | テレビアニメ『ハロー!!きんいろモザイク』関連曲                                    |
| 6月3日   | CREATION ReCREATION                                                                           | ソラ（釘宮理恵）、春日聖（諏訪彩花） | 「CREATION ReCREATION 」 | テレビアニメ『トリニティセブン』関連曲                                            |
| 7月8日   | アブソリュート・デュオ BD・DVD第4巻特典CD                                                     | 橘巴（諏訪彩花） | 「鎖誓いし乙女唄」 | テレビアニメ『アブソリュート・デュオ』関連曲                                      |
| 8月5日   | アブソリュート・デュオ BD・DVD第5巻特典CD                                                     | ユリエ＝シグトゥーナ（山本希望）、リーリス＝ブリストル（山崎はるか）、穂高みやび（今村彩夏）、橘巴（諏訪彩花） | 「ハートプラクティス」 | テレビアニメ『アブソリュート・デュオ』関連曲                                      |
| 8月26日  | ミカグラ学園組曲 BD・DVD第3巻特典CD                                                           | 八坂ひみ（諏訪彩花） | 「有頂天ビバーチェ」 | テレビアニメ『ミカグラ学園組曲』関連曲                                            |
| 9月2日   | アブソリュート・デュオ BD・DVD第6巻特典CD                                                     | ユリエ＝シグトゥーナ（山本希望）、リーリス＝ブリストル（山崎はるか）、穂高みやび（今村彩夏）、橘巴（諏訪彩花） | 「Afternoon flavor」 | テレビアニメ『アブソリュート・デュオ』関連曲                                      |
| 9月16日  | 心が叫びたがってるんだ。 オリジナルサウンドトラック                                           | 悪い妖精 | 「燃えあがれ」 | 劇場アニメ『心が叫びたがってるんだ。』劇中歌                                      |
| 9月16日  | 心が叫びたがってるんだ。 オリジナルサウンドトラック                                           | 少女［仁藤菜月（雨宮天）］、街の人々 | 「word word word」 | 劇場アニメ『心が叫びたがってるんだ。』劇中歌                                      |
| 9月16日  | 心が叫びたがってるんだ。 オリジナルサウンドトラック                                           | 少女［仁藤菜月（雨宮天）］、王子［坂上拓実（内山昂輝）］、世界の人々 | 「あなたの名前を呼ぶよ」 | 劇場アニメ『心が叫びたがってるんだ。』劇中歌                                      |
| 9月25日  | 暗殺教室 DVD & Blu-ray 第7巻 スペシャルCD                                                     | 3年E組カバ担 | 「BOY MEETS GIRL」 | テレビアニメ『暗殺教室』関連曲                                                    |
| 9月30日  | THE IDOLM@STER LIVE THE@TER DREAMERS 01 Dreaming!                                             | MILLION ALLSTARS | 「Welcome!!」 | ゲーム『アイドルマスター ミリオンライブ！』関連曲                                 |
| 9月30日  | THE IDOLM@STER LIVE THE@TER DREAMERS 03                                                       | 如月千早（今井麻美）、周防桃子（渡部恵子）、徳川まつり（諏訪彩花）、二階堂千鶴（野村香菜子）、萩原雪歩（浅倉杏美）、箱崎星梨花（麻倉もも）、馬場このみ（高橋未奈美）、真壁瑞希（阿部里果）、宮尾美也（桐谷蝶々）、最上静香（田所あずさ） | 「Dreaming!」 | ゲーム『アイドルマスター ミリオンライブ！』関連曲                                 |
| 9月30日  | THE IDOLM@STER LIVE THE@TER DREAMERS 03                                                       | 徳川まつり（諏訪彩花）、馬場このみ（高橋未奈美） | 「Decided」 | ゲーム『アイドルマスター ミリオンライブ！』関連曲                                 |
| 2016年   |                                                                                               | | |                                                                                   |
| 1月30日  | THE IDOLM@STER LIVE THE@TER SOLO COLLECTION Vo.03 Visual Edition                              | 徳川まつり（諏訪彩花） | 「瞳の中のシリウス」 | ゲーム『アイドルマスター ミリオンライブ！』関連曲                                 |
| 7月6日   | TVアニメ「ファンタシースターオンライン2 ジ アニメーション」キャラクターソングCD               | 泉澄リナ（諏訪彩花） | 「prism moment」 | テレビアニメ『ファンタシースターオンライン2 ジ アニメーション』関連曲             |
| 8月17日  | レアドロ☆KOI☆こい！ワンモア！                                                                 | 泉澄リナ（諏訪彩花）、鈴来アイカ（M・A・O） | 「レアドロ☆KOI☆こい！ワンモア！」 | テレビアニメ『ファンタシースターオンライン2 ジ アニメーション』エンディングテーマ |
| 9月28日  | 暗殺教室 ベストアルバム 〜Music Memories〜                                                    | 3年E組 | 「旅立ちのうた」 | テレビアニメ『暗殺教室』挿入歌                                                    |
| 12月12日 | アイドルマスター ミリオンライブ！ 第5巻 特別版 オリジナルCD                                   | 真壁瑞希（阿部里果）、所恵美（藤井ゆきよ）、宮尾美也（桐谷蝶々）、周防桃子（渡部恵子）、徳川まつり（諏訪彩花） | 「私はアイドル♡」 | 漫画『アイドルマスター ミリオンライブ！』関連曲                                   |
| 2017年   |                                                                                               | | |                                                                                   |
| 2月8日   | 装神少女まとい キャラクターソングミニアルバム                                                 | 皇まとい（諏訪彩花）、草薙ゆま（大空直美） | 「笑う神には福来たる！」 | テレビアニメ『装神少女まとい』関連曲                                              |
| 2月8日   | 装神少女まとい キャラクターソングミニアルバム                                                 | 皇まとい(諏訪彩花) | 「UPDATE MY PRAYER」 | テレビアニメ『装神少女まとい』関連曲                                              |
| 2月8日   | 装神少女まとい キャラクターソングミニアルバム                                                 | 皇まとい（諏訪彩花）、草薙ゆま（大空直美）、クラルス・トニトルス（戸松遥）、皇伸吾（東地宏樹）、春夏・ルシエラ（川澄綾子）、カリオテ（檜山修之）、手塚秀夫（阿部敦）                                                                     | 「ソーシン節」 | テレビアニメ『装神少女まとい』関連曲                                              |
| 2月15日  | THE IDOLM@STER LIVE THE@TER FORWARD 03 Starlight Melody                                       | タウラス | 「メメント？ モメント♪ルルルルル☆」 | ゲーム『アイドルマスター ミリオンライブ！』関連曲                                 |
| 2月15日  | THE IDOLM@STER LIVE THE@TER FORWARD 03 Starlight Melody                                       | Starlight Melody | 「Starry Melody」 | ゲーム『アイドルマスター ミリオンライブ！』関連曲                                 |
| 3月9日   | THE IDOLM@STER LIVE THE@TER SOLO COLLECTION 04 Starlight Theater                              | 徳川まつり（諏訪彩花） | 「Decided」 | ゲーム『アイドルマスター ミリオンライブ！』関連曲                                 |
| 3月15日  | Stage of Star                                                                                 | ステラマリス | 「Stage of Star」 「恋はフュージョン」 | 『Re:ステージ！』関連曲                                                           |
| 6月28日  | TVアニメ「ファンタシースターオンライン2 ジ アニメーション」キャラクターソングCD Vol.2         | 泉澄リナ（諏訪彩花） | 「清澄のレジスタンス」 | テレビアニメ『ファンタシースターオンライン2 ジ アニメーション』関連曲             |
| 6月28日  | TVアニメ「ファンタシースターオンライン2 ジ アニメーション」キャラクターソングCD Vol.2         | 橘イツキ（蒼井翔太）、泉澄リナ（諏訪彩花）、鈴来アイカ（M・A・O） | 「終わりなき物語（Sunny ver.）」 | テレビアニメ『ファンタシースターオンライン2 ジ アニメーション』関連曲             |
| 7月5日   | うらら迷路帖 キャラクターソングミニアルバム                                                   | 佐久（諏訪彩花） | 「"がんばれ"を君に」 | テレビアニメ『うらら迷路帖』関連曲                                                |
| 7月26日  | THE IDOLM@STER MILLION THE@TER GENERATION 01 Brand New Theater!                               | 765 MILLION ALLSTARS | 「Brand New Theater!」 | ゲーム『アイドルマスター ミリオンライブ！ シアターデイズ』テーマソング            |
| 7月26日  | THE IDOLM@STER MILLION THE@TER GENERATION 01 Brand New Theater!                               | 765 MILLION ALLSTARS | 「Dreaming!」 | ゲーム『アイドルマスター ミリオンライブ！ シアターデイズ』関連曲                  |
| 8月2日   | Twin Angel Song Selection『Jewelry』                                                          | トゥニエイツ | 「クークラ」 | パチスロ『ツインエンジェルBREAK』関連曲                                           |
| 8月2日   | Twin Angel Song Selection『Jewelry』                                                          | トゥニエイツ | 「マグロサバキマース」 | テレビアニメ『ツインエンジェルBREAK』挿入歌                                       |
| 8月18日  | Secret Dream                                                                                  | ステラマリス | 「Secret Dream」 「Realize」 | 『Re:ステージ！』関連曲                                                           |
| 9月20日  | THE IDOLM@STER MILLION LIVE! M@STER SPARKLE 02                                                | 徳川まつり（諏訪彩花） | 「プリンセス・アラモード」 | ゲーム『アイドルマスター ミリオンライブ！ シアターデイズ』関連曲                  |
| 12月13日 | 此花亭の四季                                                                                  | 此花亭仲居の会 | 「春ウララ、君ト咲キ誇ル」 | テレビアニメ『このはな綺譚』エンディングテーマ                                    |
| 12月13日 | 此花亭の四季                                                                                  | 棗（諏訪彩花）、蓮（久保田梨沙） | 「夏咲き恋花火」 | テレビアニメ『このはな綺譚』エンディングテーマ                                    |
| 2018年   |                                                                                               | | |                                                                                   |
| 1月31日  | THE IDOLM@STER MILLION THE@TER GENERATION 04 プリンセススターズ                               | プリンセススターズ | 「Princess Be Ambitious!!」 | ゲーム『アイドルマスター ミリオンライブ！ シアターデイズ』関連曲                  |
| 1月31日  | THE IDOLM@STER MILLION THE@TER GENERATION 04 プリンセススターズ                               | プリンセススターズ | 「Brand New Theater!」 | ゲーム『アイドルマスター ミリオンライブ！ シアターデイズ』関連曲                  |
| 4月4日   | THE IDOLM@STER MILLION LIVE! M@STER SPARKLE 08                                                | 765 MILLION ALLSTARS | 「Brand New Theater!」 | ゲーム『アイドルマスター ミリオンライブ！ シアターデイズ』関連曲                  |
| 4月4日   | ファンタシースターオンライン2 ジ アニメーション 主題歌・キャラクターソング コンプリートベスト | 泉澄リナ（諏訪彩花） | 「終わりなき物語（Sunny ver.）」 | テレビアニメ『ファンタシースターオンライン2 ジ アニメーション』関連曲             |
| 6月1日   | THE IDOLM@STER LIVE THE@TER SOLO COLLECTION 06 プリンセススターズ                             | 徳川まつり（諏訪彩花） | 「Eternal Harmony」 | ゲーム『アイドルマスター ミリオンライブ！』関連曲                                 |
| 6月6日   | カイジュウ・プチョヘンザ                                                                      | レッドキング（五十嵐裕美）、ゴモラ（諏訪彩花） | 「カイジュウ・プチョヘンザ」 | テレビアニメ『怪獣娘 〜ウルトラ怪獣擬人化計画〜』関連曲                           |
| 6月20日  | Brilliant Wings                                                                               | ステラマリス | 「Brilliant Wings」 「Time and Space」 | 『Re:ステージ！』関連曲                                                           |
| 6月27日  | ラストピリオド -終わりなき螺旋の物語- BD第1巻特典CD                                           | 十輝石 featuring ダイヤ（久野美咲） | 「Shining!」 | テレビアニメ『ラストピリオド -終わりなき螺旋の物語-』挿入歌                       |
| 8月29日  | THE IDOLM@STER MILLION THE@TER GENERATION 11 UNION!!                                          | 765 MILLION ALLSTARS | 「UNION!!」 「Welcome!!」 | ゲーム『アイドルマスター ミリオンライブ！ シアターデイズ』関連曲                  |
| 2019年   |                                                                                               | | |                                                                                   |
| 1月30日  | Q.E.D.                                                                                        | ステラマリス | 「InFiction」 | 『Re:ステージ！』関連曲                                                           |
| 1月30日  | Q.E.D.                                                                                        | 一条瑠夏（諏訪彩花） | 「惑わしラプソディ」 | 『Re:ステージ！』関連曲                                                           |
| 2月6日   | Harmony                                                                                       | Rhodanthe* | 「Harmony」 | 『きんいろモザイク』関連曲                                                        |
| 2月27日  | THE IDOLM@STER MILLION THE@TER GENERATION 14 Charlotte・Charlotte                             | Charlotte・Charlotte | 「だってあなたはプリンセス」 「ミラージュ・ミラー」 | ゲーム『アイドルマスター ミリオンライブ！ シアターデイズ』関連曲                  |
| 4月5日   | Reflective φ Emotion                                                                          | HollYMillorS | 「Reflective φ Emotion」 | 劇場アニメ『劇場版 トリニティセブン -天空図書館と真紅の魔王-』挿入歌              |
| 4月5日   | Reflective φ Emotion                                                                          | 春日聖（諏訪彩花） | 「Reflective φ Emotion (Chaosic Rune Form in Liber)」 | 劇場アニメ『劇場版 トリニティセブン -天空図書館と真紅の魔王-』関連曲              |
| 4月27日  | THE IDOLM@STER THE@TER SOLO COLLECTION 07 PRINCESS STARS                                      | 徳川まつり（諏訪彩花） | 「メメント？モメント♪ルルルルル☆」 | ゲーム『アイドルマスター ミリオンライブ！』関連曲                                 |
| 7月24日  | THE IDOLM@STER MILLION THE@TER WAVE 01 Flyers!!!                                              | 765 MILLION ALLSTARS | 「Flyers!!!」 | ゲーム『アイドルマスター ミリオンライブ！ シアターデイズ』関連曲                  |
| 10月2日  | DRe:AMER ステラマリス盤                                                                       | ステラマリス | 「Like the Sun, Like the Moon」 | テレビアニメ『Re:ステージ！ ドリームデイズ♪』挿入歌                               |
| 10月2日  | DRe:AMER ステラマリス盤 きゃにめ特典CD                                                        | 一条瑠夏（諏訪彩花） | 「Like the Sun, Like the Moon」 | テレビアニメ『Re:ステージ！ ドリームデイズ♪』関連曲                               |
| 10月30日 | THE IDOLM@STER THE@TER CHALLENGE 01                                                           | 箱崎星梨花（麻倉もも）、周防桃子（渡部恵子）、徳川まつり（諏訪彩花）、我那覇響（沼倉愛美）、永吉昴（斉藤佑圭） | 「Girl meets Wonder」 「DIAMOND DAYS」 | ゲーム『アイドルマスター ミリオンライブ！ シアターデイズ』関連曲                  |
| 12月18日 | Re:ステージ！ ドリームデイズ♪ BD・DVD第4巻 きゃにめ特典CD                                     | ステラマリス | 「恋はフュージョン -y0c1e Remix-」 「Stage of Star -y0c1e Remix-」 | テレビアニメ『Re:ステージ！ ドリームデイズ♪』関連曲                               |
| 2020年   |                                                                                               | | |                                                                                   |
| 8月26日  | THE IDOLM@STER MILLION THE@TER WAVE 10 Glow Map                                               | 765 MILLION ALLSTARS | 「Glow Map」 | ゲーム『アイドルマスター ミリオンライブ！ シアターデイズ』関連曲                  |
| 9月23日  | THE IDOLM@STER MILLION THE@TER WAVE 11 オペラセリア・煌輝座                                   | オペラセリア・煌輝座 | 「Parade d'amour」 「星宙のVoyage」 | ゲーム『アイドルマスター ミリオンライブ！ シアターデイズ』関連曲                  |
| 12月16日 | Chain of Dream                                                                                | ステラマリス | 「Bridge to Dream」 | 『Re:ステージ！』関連曲                                                           |
| 12月23日 | 荒野のコトブキ飛行隊 大空のテイクオフガールズ！ チームソングミニアルバム                      | ゲキテツ一家 | 「JIN」 | ゲーム『荒野のコトブキ飛行隊 大空のテイクオフガールズ！』関連曲                   |
| 2021年   |                                                                                               | | |                                                                                   |
| 3月3日   | ゲキドル SONG COLLECTION                                                                      | 守野せりあ（赤尾ひかる）、各務あいり（持田千妃来）、中村繭璃（佐藤亜美菜）、浅葱晃（山本希望）、藤田愛美（髙野麻美）、山本和春（秋吉あや）、雛咲いずみ（諏訪彩花）                                                                       | 「流れ星」 | テレビアニメ『ゲキドル』挿入歌                                                    |
| 3月3日   | ゲキドル SONG COLLECTION                                                                      | 雛咲いずみ（諏訪彩花） | 「トーキョーロンリーガール」 | テレビアニメ『ゲキドル』エンディングテーマ                                        |
| 3月17日  | Re:STAGE! THE BEST                                                                            | Re:STAGE! ALL IDOL | 「私たち、四季を遊ぶんです!!」 | 『Re:ステージ！』関連曲                                                           |
| 5月22日  | THE IDOLM@STER LIVE THE@TER SOLO COLLECTION 08 Princess Stars                                 | 徳川まつり（諏訪彩花） | 「ミラージュ・ミラー」 | ゲーム『アイドルマスター ミリオンライブ！ シアターデイズ』関連曲                  |
| 7月21日  | SSSS.DYNAZENON CHARACTER SONG.2                                                               | ムジナ（諏訪彩花） | 「doll」 | テレビアニメ『SSSS.DYNAZENON』関連曲                                              |
| 7月21日  | SSSS.DYNAZENON CHARACTER SONG.2                                                               | 怪獣優生思想 | 「約束」 | テレビアニメ『SSSS.DYNAZENON』関連曲                                              |
| 7月28日  | THE IDOLM@STER MILLION THE@TER SEASON Harmony 4 You                                           | 765 MILLION ALLSTARS | 「Harmony 4 You」 | ゲーム『アイドルマスター ミリオンライブ！ シアターデイズ』関連曲                  |
| 7月28日  | THE IDOLM@STER MILLION THE@TER SEASON Harmony 4 You                                           | プリンセススターズ | 「EVERYDAY STARS!!」 | ゲーム『アイドルマスター ミリオンライブ！ シアターデイズ』関連曲                  |
| 8月18日  | きんいろローダンセ                                                                            | Rhodanthe* | 「きんいろローダンセ」 | 劇場アニメ『劇場版 きんいろモザイク Thank You!!』主題歌                           |
| 8月18日  | きんいろローダンセ                                                                            | Rhodanthe* | 「Cheers」 「Thank You for Your Smile」 | 『きんいろモザイク』関連曲                                                        |
| 8月18日  | 大感謝                                                                                        | Rhodanthe* | 「シロツメクサの約束 -Garland Ver.-」 「Happy★Pretty★Clover -Garland Ver.-」 「さつきいろハルジオン -Garland Ver.-」 「Jumping!! -Garland Ver.-」 「Starring -Garland Ver.-」 「にじいろアンダンテ -Garland Ver.-」 「Shining Star -Garland Ver.-」 「さくらいろチェリッシュ -Garland Ver.-」 「Your Voice -Garland Ver.-」 「夢色パレード -Garland Ver.-」 「ほしいろサザンクロス -Garland Ver.-」 「きらめきいろサマーレインボー -Garland Ver.-」 「せいしゅんいろミモザ -Garland Ver.-」 「My Best Friends -Garland Ver.-」 「ぎんいろスノウドロップ -Garland Ver.-」 | 『きんいろモザイク』関連曲                                                        |
| 10月27日 | THE IDOLM@STER MILLION THE@TER SEASON BRIGHT DIAMOND                                          | 伊吹翼（Machico）、徳川まつり（諏訪彩花）、四条貴音（原由実）、所恵美（藤井ゆきよ） | 「DIAMOND JOKER」 | ゲーム『アイドルマスター ミリオンライブ！ シアターデイズ』関連曲                  |
| 10月27日 | THE IDOLM@STER MILLION THE@TER SEASON BRIGHT DIAMOND                                          | BRIGHT DIAMOND | 「ダイヤモンド・クラリティ」 「Harmony 4 You」 | ゲーム『アイドルマスター ミリオンライブ！ シアターデイズ』関連曲                  |
| 2022年   |                                                                                               | | |                                                                                   |
| 2月12日  | THE IDOLM@STER LIVE THE@TER SOLO COLLECTION 09 Princess Stars                                 | 徳川まつり（諏訪彩花） | 「だってあなたはプリンセス」 | ゲーム『アイドルマスター ミリオンライブ！ シアターデイズ』関連曲                  |
| 4月27日  | THE IDOLM@STER MILLION LIVE! M@STER SPARKLE2 06                                               | 徳川まつり（諏訪彩花） | 「シャル・ウィー・ダンス？」 | ゲーム『アイドルマスター ミリオンライブ！ シアターデイズ』関連曲                  |
| 5月11日  | Sin City                                                                                      | 本城香澄(CV:岩橋由佳) 一条瑠夏(CV:諏訪彩花) 坂東美久龍(CV:山田奈都美) | 「Sin City」 | 『Re:ステージ！』関連曲                                                           |
| 6月15日  | Clematis-クレマチス-                                                                          | ステラマリス | 「Clematis-クレマチス-」 | 『Re:ステージ！』関連曲                                                           |
| 7月27日  | THE IDOLM@STER MILLION THE@TER SEASON 夢にかけるRainbow                                       | 765 MILLION ALLSTARS | 「夢にかけるRainbow」 | ゲーム『アイドルマスター ミリオンライブ！ シアターデイズ』関連曲                  |
| 7月27日  | THE IDOLM@STER MILLION THE@TER SEASON 夢にかけるRainbow                                       | プリンセススターズ | 「夢にかけるRainbow」 | ゲーム『アイドルマスター ミリオンライブ！ シアターデイズ』関連曲                  |
| 12月14日 | THE IDOLM@STER MILLION THE@TER VARIETY 02                                                     | 徳川まつり（諏訪彩花）、大神環（稲川英里）、白石紬（南早紀）、福田のり子（浜崎奈々）、三浦あずさ（たかはし智秋） | 「Vacation VS Summer 〜ナツとヤスミのアンビバレント！〜」 | ゲーム『アイドルマスター ミリオンライブ！ シアターデイズ』関連曲                  |
| 12月14日 | THE IDOLM@STER MILLION THE@TER VARIETY 02                                                     | 765 MILLION ALLSTARS | 「Brand New Theater! 〜Brand New Year Ver.〜」 | ゲーム『アイドルマスター ミリオンライブ！ シアターデイズ』関連曲                  |
| 2023年   |                                                                                               | | |                                                                                   |
| 1月14日  | THE IDOLM@STER LIVE THE@TER SOLO COLLECTION 11 Princess Stars                                 | 徳川まつり（諏訪彩花） | 「Princess Be Ambitious!!」 | ゲーム『アイドルマスター ミリオンライブ！ シアターデイズ』関連曲                  |
| 3月23日  | THE IDOLM@STER 765 MILLION ALLSTARS BEST                                                      | 765 MILLION ALLSTARS | 「Thank You!（765 MILLION ALLSTARS ver.）」 「夢にかけるRainbow（Brand New Ver.）」 「Crossing!」 | ゲーム『アイドルマスター ミリオンライブ！ シアターデイズ』関連曲                  |
| 3月23日  | THE IDOLM@STER LIVE THE@TER BEST                                                              | Starlight Melody | 「Starry Melody（Brand New Ver.）」 | ゲーム『アイドルマスター ミリオンライブ！ シアターデイズ』関連曲                  |
| 3月31日  | Relation                                                                                      | 一条瑠夏（諏訪彩花）、緋村那岐咲（長妻樹里） | 「Artemis」 | 『Re:ステージ！』関連曲                                                           |
| 4月22日  | THE IDOLM@STER LIVE THE@TER SOLO COLLECTION 12 Princess Stars                                 | 徳川まつり（諏訪彩花） | 「Parade d'amour」 | ゲーム『アイドルマスター ミリオンライブ！ シアターデイズ』関連曲                  |
| 5月31日  | THE IDOLM@STER MILLION THE@TER VARIETY 03                                                     | 如月千早（今井麻美）、木下ひなた（田村奈央）、天空橋朋花（小岩井ことり）、徳川まつり（諏訪彩花）、馬場このみ（髙橋ミナミ） | 「リベレイシング／アロン -LiberaSing Along-」 | ゲーム『アイドルマスター ミリオンライブ！ シアターデイズ』関連曲                  |
| 7月26日  | THE IDOLM@STER MILLION LIVE! グッドサイン                                                     | 765 MILLION ALLSTARS | 「グッドサイン」 | ゲーム『アイドルマスター ミリオンライブ！ シアターデイズ』関連曲                  |
| 7月26日  | THE IDOLM@STER MILLION LIVE! グッドサイン                                                     | プリンセススターズ | 「グッドサイン」 | ゲーム『アイドルマスター ミリオンライブ！ シアターデイズ』関連曲                  |
| 8月23日  | THE IDOLM@STER MILLION ANIMATION THE@TER『Rat A Tat!!!』                                      | MILLIONSTARS | 「Rat A Tat!!!」 | テレビアニメ『アイドルマスター ミリオンライブ！』オープニングテーマ               |
| 8月23日  | THE IDOLM@STER MILLION ANIMATION THE@TER『Rat A Tat!!!』                                      | MILLIONSTARS | 「セブンカウント」 | テレビアニメ『アイドルマスター ミリオンライブ！』イメージソング                   |
| 10月25日 | THE IDOLM@STER MILLION ANIMATION THE@TER MILLIONSTARS Team6th『Unknown Boxの開き方』          | MILLIONSTARS Team6th | 「Unknown Boxの開き方」 | テレビアニメ『アイドルマスター ミリオンライブ！』挿入歌                           |
| 2024年   |                                                                                               | | |                                                                                   |
| 2月21日  | THE IDOLM@STER MILLION ANIMATION THE@TER START THE DREAM                                      | MILLIONSTARS Team6th | 「Dreaming!」 | テレビアニメ『アイドルマスター ミリオンライブ！』挿入歌                           |
| 2月21日  | THE IDOLM@STER MILLION ANIMATION THE@TER START THE DREAM                                      | MILLIONSTARS | 「REFRAIN REL@TION」 「Brand New Theater!」 | テレビアニメ『アイドルマスター ミリオンライブ！』挿入歌                           |
| 2月21日  | THE IDOLM@STER MILLION ANIMATION THE@TER START THE DREAM                                      | 春日未来（山崎はるか）、最上静香（田所あずさ）、伊吹翼（Machico）、徳川まつり（諏訪彩花）、七尾百合子（伊藤美来）、箱崎星梨花（麻倉もも）、望月杏奈（夏川椎菜）                                                                          | 「We Have A Dream（Anime ver.）」 | テレビアニメ『アイドルマスター ミリオンライブ！』挿入歌                           |
| 2月21日  | THE IDOLM@STER MILLION ANIMATION THE@TER START THE DREAM                                      | MILLIONSTARS | 「Thank You!（Acoustic ver.）」 | テレビアニメ『アイドルマスター ミリオンライブ！』挿入歌                           |
| 2月24日  | THE IDOLM@STER LIVE THE@TER SOLO COLLECTION 「REFRAIN REL@TION」 Princess Stars               | 徳川まつり（諏訪彩花） | 「REFRAIN REL@TION」 | テレビアニメ『アイドルマスター ミリオンライブ！』関連曲                           |
| 3月29日  | アイドルマスター ミリオンライブ！ BD 特装版第3巻 特典CD                                       | MILLIONSTARS Team6th | 「Rat A Tat!!!」 | テレビアニメ『アイドルマスター ミリオンライブ！』関連曲                           |
| 4月1日   | Refrain                                                                                       | ステラマリス | 「The World Never Ends」 | 『Re:ステージ！』関連曲                                                           |
| 6月26日  | THE IDOLM@STER MILLION MOVEMENT OF STARDOM ROAD 01 アイドルステアウェイ                       | 周防桃子（渡部恵子）、高坂海美（上田麗奈）、徳川まつり（諏訪彩花）、豊川風花（末柄里恵） | 「アイドルステアウェイ」 | ゲーム『アイドルマスター ミリオンライブ！ シアターデイズ』関連曲                  |
| 7⽉31⽇  | THE IDOLM@STER MILLION LIVE! 7Days A Week!!                                                   | 765 MILLION ALLSTARS | 「7Days A Week!!」 「DIAMOND DAYS」 | ゲーム『アイドルマスター ミリオンライブ！ シアターデイズ』関連曲                  |
| 7⽉31⽇  | THE IDOLM@STER LIVE THE@TER SOLO COLLECTION 「DIAMOND DAYS」 PRINCESS STARS                   | 徳川まつり（諏訪彩花） | 「DIAMOND DAYS」 | ゲーム『アイドルマスター ミリオンライブ！ シアターデイズ』関連曲                  |

### その他参加楽曲
| 発売日        | 商品名                                                        | 歌                        | 楽曲                                                                                                  | 備考                                     |
| ------------- | ------------------------------------------------------------- | ------------------------- | --- | ---------------------------------------- |
| 2013年2月7日  | 電磁マシマCD                                                  | マシマシ娘                | 「電磁マシマシな恋」                                                                                  | ラジオ『電磁マシマシ』関連曲             |
| 2013年2月7日  | 電磁マシマCD                                                  | マシマシ娘                | 「バリ風」 「コスモステーション」 「ドリリズム」                                                      | ラジオ『電磁マシマシ』関連曲             |
| 2013年2月7日  | 電磁マシマCD                                                  | 諏訪彩花                  | | ラジオ『電磁マシマシ』関連曲             |
| 2013年2月7日  | 電磁マシマCD                                                  | 「Dear Radio」            | ラジオ『電磁マシマシ』エンディングテーマ                                                              |                                          |
| 2014年6月25日 | 電磁マシマCD2                                                 | マシマシ娘1号（諏訪彩花） | 「Love Radio」                                                                                        | ラジオ『電磁マシマシ』オープニングテーマ |
| 2014年6月25日 | 電磁マシマCD2                                                 | マシマシ娘                | 「バリ風 EDoMae Remix（千葉県産）」 「バリ風（Masayoshi limori Remix）」 「ドリムンベース（バリ風）」 | ラジオ『電磁マシマシ』関連曲             |
| 2016年11月5日 | 春佳・彩花のSSちゃんねる MUSIC HOURS〜SEASIDE LIVE FES 2016〜 | 照井春佳、諏訪彩花        | 「Go and Go!」 「よ〜いドン!!!」 「Real Dream」 「片想いプロローグ」                                  | 『SEASIDE LIVE FES 2016』関連曲          |
| 2016年11月5日 | 春佳・彩花のSSちゃんねる MUSIC HOURS〜SEASIDE LIVE FES 2016〜 |                           | 「Blessing the Sky」                                                                                  | 『SEASIDE LIVE FES 2016』テーマソング    |
| 2017年11月8日 | 春佳・彩花のSSちゃんねる SEASIDE LIVE FES 2017〜RAINBOW〜     | 照井春佳、諏訪彩花        | 「絶対だよ」 「つよがりギターと泣き虫ピアノ」 「カタ想いのShowtime!」 「あなたと」                    | 『SEASIDE LIVE FES 2017』関連曲          |
| 2017年11月8日 | 春佳・彩花のSSちゃんねる SEASIDE LIVE FES 2017〜RAINBOW〜     |                           | 「Sweet December」                                                                                    | 『SEASIDE LIVE FES 2017』テーマソング    |

## 書籍

### 文庫
- 悪魔のリドル 〜黒組公式ガイドブック〜 ニュータイプ編
- 彼女がフラグをおられたら COMPLETE BOOK
- 10th音泉Anniversary Memorial Photo&Media Book
- ランス・アンド・マスクス 公式ファンブック第1巻

### 連載
- 声優グランプリ（2014年3月10日 - 2025年4月12月[351]、主婦の友社） - 「諏訪彩花の皆さまにあやかって」

### 雑誌
- TVぴあ 弱虫ペダル 短期連載第9回
- アサ芸Secretvol.31 美人声優名鑑83人
- 声優グランプリ 2015年5月号裏表紙
- アニメディア キャラソン☆マスターvol.2
- GIRLESMATE vol.01
- Pick-upVoiceSPECIAL vol.5
- Newtype

### 写真集
- 通り雨…。（2018年9月21日、株式会社シーサイド・コミュニケーションズ、撮影：井上直哉）ISBN 978-4-909800-00-8
- ひだまり（2020年12月24日、株式会社シーサイド・コミュニケーションズ、撮影：小島マサヒロ）ISBN 978-4-909800-02-2

### フリーペーパー
- 声優きゃらびぃ（vol.12,14,15,16,17,18）
- 声優画報2014

### その他
『人生相談テレビアニメーション「人生」』DVD & Blu-ray Vol.3原作者・川岸殴魚 書き下ろし小説入りブックレットお悩み提供

## ライブ・イベント
- CBCラジオまつり2012 電磁マシマシ スペシャルステージ（2012年7月28日、久屋大通公園〈愛知県〉）ゲスト出演
- インターネットラジオステーション<音泉>10周年企画発表ステージ（2013年3月22日、東京ビッグサイト〈東京都〉）司会
- LIVEDAM presents 『アニソンコスプレアドベンチャー2014』vol.5（2013年6月21日、HIT STUDIO TOKYO〈東京都〉）ゲスト出演
- MFカフェ文庫Jあらいぶ!年末スペシャル（2013年12月27日、TSBSマルチホール〈東京都〉）
- 佐久間一行プレゼンツ 観客参加型ラブコメディSHOW 『恋のあるある海の家〜こじらせ！夏恋合宿〜』（2015年7月2日、表参道グラウンド〈東京都〉）舞台MC
- 恋のあるある会 恋のあるある！出演者と観客の恋の偶然の一致 トーク SHOW!!（2015年7月14日、表参道グラウンド〈東京都〉）MC
- TBSアニメフェスタ2015（2015年8月8日、文京シビックホール〈東京都〉）
- SEASIDE WINTER FESTIVAL 2016（2016年2月14日、中野サンプラザ〈東京都〉）